# Chris Orbach
Christopher Ben 'Chris' Orbach (Manhattan (New York), 11 november 1968) is een Amerikaans acteur, songwriter en zanger.

## Biografie
Orbach is een zoon van wijlen acteur Jerry Orbach. Hij heeft de high school doorlopen aan de High School of Performing Arts in New York en haalde zijn diploma in 1986. Orbach heeft daarna kort gestudeerd aan de Staatsuniversiteit van New York om daarna verder te studeren aan de New York University waar hij zijn bachelor of fine arts haalde.
Orbach is een zelflerende musicus, hij speelt gitaar, basgitaar en keyboard. Als zanger heeft hij twee albums opgenomen, Safely Through the Night (2004) en Secession (2009).
Orbach was getrouwd.

## Filmografie

### Films
- 2016 Mob Fathers: Permanent Rehab - als Harry Bosco
- 2009 Clear Blue Tuesday – als Dave
- 2000 Blue Moon – als Frank jr.
- 1998 The Invisible Man – als brandweerman

### Televisieseries
Uitgezonderd eenmalige gastrollen.
- 1999-2012 Law & Order: Special Victims Unit – als rechercheur Ken Briscoe – 12 afl.